# Philippe Foerster

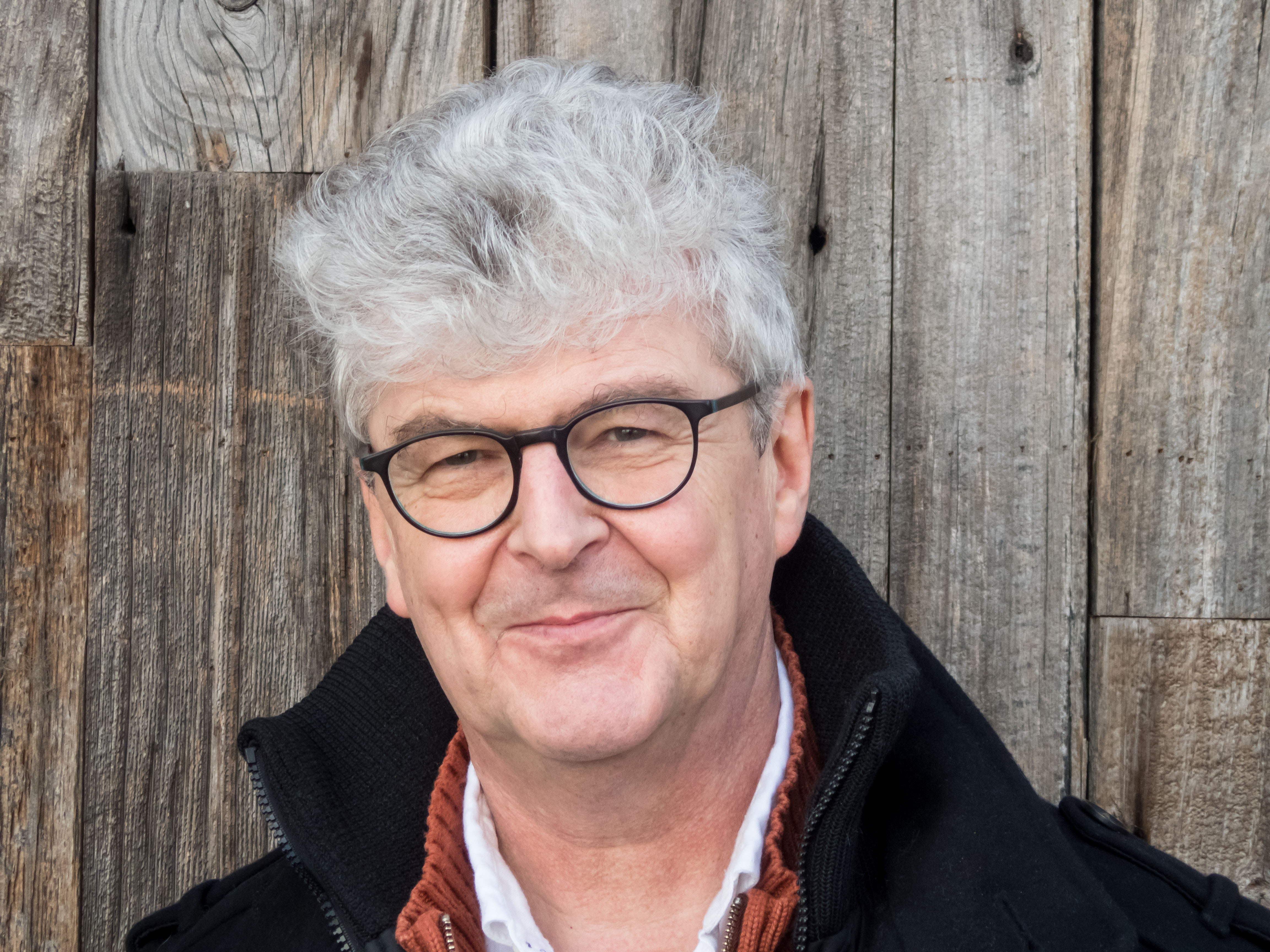
Philippe Foerster, 2017

Philippe Foerster (* 13. August 1954 in Liège) ist ein belgischer Comiczeichner. Er studierte am Institut Saint-Luc in Brüssel und zeichnete danach einige Kurzgeschichten für das Magazin Tintin. Seit 1979 ist er Mitarbeiter bei Marcel Gotlibs Magazin Fluide Glacial.
Viele seiner Alben handeln von den Erlebnissen des charakterschwachen Ramschvertreters Theophil Schlottermann (Théodule Gouâtremou) in einer düsteren und erschreckend magischen Realität, in der alles möglich zu sein scheint, nur keine Geschichte, die wirklich gut ausgeht. Die extrem kontrastreichen Schwarzweißzeichnungen tragen stark zur an die Geschichten H. P. Lovecrafts erinnernden Atmosphäre bei.
Deutsche Übersetzungen erschienen Anfang der 1990er Jahre in der Reihe U-Comix des Alpha Comic Verlags.